# Montalenghe
Montalenghe  egy község Olaszországban, Torino megyében.

## Elhelyezkedése

Montalenghe község Torino megye térképén

Szomszédos települések: Cuceglio, Mercenasco, Orio Canavese, San Giorgio Canavese és Scarmagno.